# Filippo Tolli
Filippo Tolli (Roma, 1º settembre 1843 – Roma, 17 maggio 1924) è stato un poeta, scrittore e politico italiano.

## Biografia
Figlio di Felice Tolli e Petronilla Canonici, nacque a Roma in via dei Bresciani. Insegnante presso il Pontificio Istituto di Sant'Apollinare, in seguito fu scriptor presso la Biblioteca Vaticana. Autore prolifico e poliedrico ma sostanzialmente dilettantesco, compose poesie in lingua e in dialetto romanesco, racconti, farse e saggi; fu avvocato, giornalista pubblicista per varie testate cattoliche e direttore di due periodici, La Stella prima e La Frusta dopo. In seguito alla campagna contro la schiavitù condotta dal cardinal Charles-Martial-Allemand Lavigerie e promossa da papa Leone XIII con l'enciclica In Plurimis (5 maggio 1888), nel 1889 fondò e poi presiedette (dal 1892 fino alla morte) la Società antischiavista italiana. Fu anche terziario francescano.
Come uomo politico fu un esponente dell'ala moderata del Movimento cattolico in Italia, tendente a superare l'intransigenza del Sillabo e a favorire l'intervento dei cattolici nella vita sociale e civile italiana. Consigliere comunale di Roma e consigliere provinciale a cavallo degli anni fra Ottocento e Novecento, durante i pontificati di Leone XIII e Pio X fu più volte presidente generale del Circolo San Pietro dell'Opera dei congressi, oltre che presidente della Società della gioventù cattolica italiana (poi Azione Cattolica); nel febbraio 1898 si fece portavoce delle divergenze con l'indirizzo "filosocialista" dell'Opera dei congressi e, dopo il suo scioglimento nel 1904 e l'enciclica di Pio X Il fermo proposito (11 giugno 1905) che autorizzava la partecipazione cattolica alla vita politica "caso per caso", collaborò con Gentiloni a organizzare il movimento politico dei cattolici, divenendo quindi il presidente dell'Unione Elettorale Cattolica Italiana dalla sua fondazione nel 1906 fino al 1910.
Il comune di Roma gli ha intitolato una via nel quartiere della Garbatella. La strada è divenuta celebre perché al civico 2 si trova l'abitazione (ufficiale, ma non reale) della famiglia televisiva I Cesaroni.

## Opere

### Rime in dialetto romanesco
- Poesie romanesche lette alla Società artistica ed operaia, Roma, Tipografia poliglotta, 1874.
- Versi romaneschi letti in adunanze di operai, Roma, Fratelli Monaldi, 1875.
- Ottave romanesche, Roma, Tipografia degli artigianelli, 1880.
- Poesie romanesche, Roma, Tipografia della Pace, 1882.
- Monumenti e giuochi. Sonetti romaneschi, Roma, Tipografia della Pace, 1883.
- Le tentazioni der popolo. Terzine romanesche, Roma, Pistolesi, 1907.
- Un concijo infernale. Ottave romanesche, Roma, Pistolesi, 1907.
- Giuseppe Gioacchino Belli. Conferenza, Roma, Cuggiani, 1914.

### Rime e racconti in lingua
- Proverbi e varietà. Sonetti romaneschi e poesie italiane, Roma, Tipografia della Pace di Filippo Cuggiani, 1884.
- Ultime faville. Novelle e poesie, Roma, Tipografia della Pace di Filippo Cuggiani, 1891.
- Gina di Marsiglia. Racconto contemporaneo, Roma, Libreria Salesiana Editrice, 1899 (estratto dal Giornale Arcadico di scienze, lettere ed arti, serie III, 1899, pp. 40-47, 115-121, 210-220, 270-281, 355-365, 449-456).
- Lira spezzata, Firenze, Landi, 1902.
- Fuori programma. Versi, Roma, Cuggiani, 1914.
- Silveria Patricia. Leggenda patriciana in versi, Roma, Cuggiani, 1915.

### Scritti drammaturgici
- Dante Alighieri. Dramma in quattro atti, Roma, Tipografia della Pace, 1880.
- Lucia Dall'Oro o La contesa fra Annibal Caro e Lodovico Castelvetro. Dramma in quattro atti, Roma, Tipografia della Pace, 1881.[5]
- Le sfide del baron Cremete. Farsa in versi martelliani, Roma, Tipografia della Pace, 1882.
- Michelangelo Buonarroti. Commedia in cinque atti in versi martelliani, Roma, Tipografia della Pace di Filippo Cuggiani, 1885.
- Niccolò Copernico. Commedia in quattro atti in versi martelliani, Roma, Tipografia della Pace di Filippo Cuggiani, 1888.
- Due proverbi svolti in due farse in versi martelliani, Roma, Tipografia della Pace di Filippo Cuggiani, 1888.
- Severino Boezio. Dramma in quattro atti in versi sciolti, Roma, Tipografia della Pace di Filippo Cuggiani, 1889.
- Marco Polo. Dramma in quattro atti con prologo, San Benigno Canavese, Tipografia Salesiana, 1890 (2ª ed.: 1895).
- Il bersagliere, Il de profundis. Bozzetti drammatici - Chi va fuor del suo mestiere fa la zuppa nel paniere. Farsa in versi martelliani, Roma, Scuola Tipografica Salesiana, 1898 (2ª ed. postuma: 1928).
- Carlo Contarini. Scene veneziane, in Giornale Arcadico di scienze, lettere ed arti, serie III, 1900, pp. 106-123, 211-225, 277-291, 344-354.
- Una famiglia di schiavi africani. Dramma in tre atti, San Vito al Tagliamento, Tipografia del Collegio Pio X, 1908.
- Matteo Schinner. Azione drammatica in un atto dei tempi di Leone X - Balelli Gaetano: Musolino in trappola. Farsa in un atto, Roma, Libreria Salesiana, 1915.

### Varie
- Il progresso e gli effetti delle società segrete. Lettura popolare tenuta il dì 8 dicembre 1874 alla Società artistica ed operaia, Roma, Tipografia poliglotta, 1875.
- Galileo Galilei. Lettura popolare, Roma, Tipografia Propaganda Fide, 1876.
- La fede e la religione di Cristoforo Colombo, in L'Arcadia. Periodico di scienze, lettere ed arti, a. IV, 1892, pp. 801-812.
- Lettera aperta al marchese di Rudinì presidente del consiglio dei ministri, 1898.
- Antischiavismo. Quadretti poetici, Firenze, Tipografia Barbera di Alfani e Venturi, 1903.
- Arcadia, Roma, Scuola tipografica salesiana, 1903.
- Nel venticinquesimo anno della Società antischiavista d'Italia. Ricordi, Roma, Cuggiani, 1912.
- Sei punti storici controversi, Roma, Cuggiani, 1914.
- Prefazione a Joseph Fraikin, L'infanzia e la giovinezza di un papa: Leone XIII e gli albori del Risorgimento italiano, 1810-1838, Grottaferrata, Scuola tipografica italo-orientale San Nilo, 1914.